# Ford model T
Ford model T, poznan tudi pod imeni Tin Lizzie (slovensko pločevinasta Lizzie), T‑Model Ford, model T Ford ali preprosto T, je avtomobil, ki ga je med septembrom 1908 in oktobrom 1927 proizvajalo podjetje Ford Motor Company v lasti Henryja Forda. Na splošno se pojmuje kot prvi široko dostopen avtomobil, ki je omogočil avtomobilsko potovanje srednjemu sloju Američanov. Široko dostopnost (preko relativno nizke cene) so omogočile nekatere Fordove inovacije, vključujoč proizvodnjo na tekočem traku namesto ročnega sestavljanja na enem mestu. Fordov model T je pogosto omenjen tudi kot najvplivnejši avtomobil 20. stoletja.
Model T je postavil leto 1908 za zgodovinsko leto, ko je avtomobil postal priljubljen. Prvi serijski model T je s tekočega traku pripeljal 12. avgusta 1908  in Fordovo tovarno v Detroitu, ZDA, zapustil 27. septembra 1908. 26. maja 1927 je Henry Ford lahko opazoval, kako tekoči trak zapušča petnajst-milijonti primerek Modela T.
Od ustanovitve podjetja leta 1903 do proizvodnje modela T je Henry Ford izdelal ali preizkusil več različnih avtomobilov. Čeprav je pričel z modelom A, ni izdelal 19 modelov (od A do T po angleški abecedi); nekateri izmed njih niso prešli faze prototipa. Zadnji produkcijski model pred modelom T je bil model S, nadgrajena verzija dotedanjega največjega uspeha podjetja, modela N. Naslednik (v letih 1927-1931) je bil model A (in ne model U). Tovarna je ime novega modela A opravičevala s trditvijo, da je nov avtomobil tak preskok s starega, da je Ford želel začeti povsem znova od črke A. Izjava je posledica dejstva, da je bil model T po skoraj dvajsetih letih proizvodnje tudi za tiste čase naposled že precej zastarel. 
Model T je bil prvi na tekočem traku množično proizveden avtomobil z med seboj zamenljivimi rezervnimi deli. Henry Ford je o vozilu povedal:

»Sestavil bom avtomobil za množice. Dovolj bo velik za družino, toda dovolj majhen, da ga bo lahko upravljal in vzdrževal posameznik. Izdelan bo iz najboljših materialov, s pomočjo najboljših delavcev, po najenostavnejšem načrtu, ki ga lahko predlaga sodobno načrtovanje. Toda na voljo bo tudi po tako nizki ceni, da ne bo nihče, ki zasluži dobro plačo, ne mogel imeti svojega - in z njim v krogu družine uživati blagoslova zadovoljnih uric v čudovitih Božjih kotičkih v naravi.«